# Omar Midani
Omar Midani (arab. عمر ميداني; ur. 26 stycznia 1994 w Damaszku) – syryjski piłkarz grający na pozycji środkowego obrońcy. Od 2024 jest zawodnikiem klubu Al Salmiya.

## Kariera piłkarska
Swoją karierę piłkarską Midani rozpoczął w klubie Al-Wahda Damaszek, w którym w 2013 roku zadebiutował w pierwszej lidze syryjskiej. W 2013 roku zdobył z nim Puchar Syrii, a w 2014 wywalczył mistrzostwo tego kraju.
W 2014 roku Midani trafił do irackiego klubu Al-Mina'a SC. Grał w nim do końca 2016 roku. Rundę wiosenną sezonu 2016/2017 spędził w Al-Wahda Damaszek. W sezonie 2017/2018 grał w Hatta Club ze Zjednoczonych Emiratów Arabskich. Z kolei latem 2018 przeszedł do egipskiego Pyramids FC.

## Kariera reprezentacyjna
W reprezentacji Syrii Midani zadebiutował 6 września 2013 w przegranym 0:2 towarzyskim meczu z Libanem. W 2019 roku powołano go do kadry na Puchar Azji.